# Manuel Solis
Manuel Solis Archundia (data de nascimento e morte desconhecidos) foi um ciclista olímpico mexicano. Representou sua nação em dois eventos nos Jogos Olímpicos de Verão de 1948.